# Салтыков, Алексей Александрович
Алексе́й Алекса́ндрович Салтыко́в (13 мая 1934 года — 8 апреля 1993 года) — советский кинорежиссёр и сценарист. Народный артист РСФСР (25 января 1980).

## Биография
Родился в Москве. Отец работал инженером в Кремле, погиб в Севастополе в первый же год войны. Мать воспитывала Алексея и его сестру одна, крестила их накануне битвы за Москву. В 14 лет Алексей пошёл работать на завод. Освоил профессии электромонтёра и чертёжника, параллельно посещал вечернюю школу. В 1961 году окончил режиссёрский факультет ВГИКа (мастерская Сергея Герасимова).
Снял около двадцати фильмов, из которых наиболее известны «Председатель» (лучший фильм года по опросу журнала «Советский экран»), «Бабье царство» (лидер проката; в год выхода его посмотрело 49,6 млн человек, что ставит его на 38-е место в рейтинге отечественных фильмов советского кинопроката) и «Друг мой, Колька!» (снимал его совместно с Александром Миттой).
По свидетельству Митты, прежде, чем сценарий фильма «Председатель» попал к Салтыкову, от него последовательно отказались пять ведущих режиссёров «Мосфильма». В дальнейшем Салтыков поставил ещё три картины по сценариям Юрия Нагибина: «Бабье царство», «Директор» и «Семья Ивановых».
Во время съёмок фильма «Директор», 5 ноября 1965 года, исполняя опасную сцену на легковом автомобиле, погиб актёр Евгений Урбанский. Каскадёр сидевший за рулём выжил. Салтыков был отлучён от режиссуры и вернулся в профессию только в 1967 году.
К двум своим фильмам — «Экзамен на бессмертие» (1983) и «За всё заплачено» (1988) — он сам написал сценарии. Из предисловия к книге Николая Коняева «Генерал из трясины» следует, что в 1993 году Салтыков планировал снимать фильм о генерале Власове, предварительно собрав и изучив архивные документы по его делу. Совместно они написали сценарий к будущему фильму, но спустя неделю Салтыков внезапно умер, не успев приступить к съёмкам.
Был женат на актрисе Ольге Ефимовне Прохоровой (род. 1948), которую регулярно снимал в своих картинах вплоть до 1982 года. В 1984 году актриса эмигрировала в Канаду со своим новым мужем-дипломатом.
Скончался 8 апреля 1993 года, похоронен 14 апреля в Москве на Троекуровском кладбище.

## Награды и звания
- Орден «Знак Почёта» (11.05.1984)
- Народный артист РСФСР (25.01.1980)
- Заслуженный деятель искусств РСФСР (29.09.1969)

## Режиссёр
- 1959 — «Ребята с нашего двора»
- 1961 — «Друг мой, Колька!» (совместно с Александром Миттой)
- 1962 — «Бей, барабан!»
- 1964 — «Председатель»
- 1967 — «Бабье царство»
- 1969 — «Директор»
- 1971 — «И был вечер, и было утро…»
- 1972 — «Сибирячка»
- 1973 — «Возврата нет»
- 1975 — «Семья Ивановых»
- 1978 — «Емельян Пугачёв»
- 1982 — «Полынь — трава горькая»
- 1983 — «Экзамен на бессмертие»
- 1984 — «Господин Великий Новгород»
- 1986 — «Крик дельфина»
- 1988 — «За всё заплачено»
- 1992 — «Гроза над Русью»